# Бестужево (роз'їзд)
Бестужево (рос. Бестужево) — роз'їзд Тиндинського регіону Далекосхідної залізниці Росії, залізничний вузол.
Від роз'їзду відходять лінії:
- на Тинду (27 км);
- на Новий Ургал (924 км);
- на Нерюнгрі-Пасажирську (202 км).